# SBB Ee 922
Die Ee 922 ist eine elektrische Rangierlokomotive der SBB. Sie wurde von Stadler Rail in Winterthur entwickelt und diente auch als Grundlage für weitere Kleinlokomotiven, wie die Hybridrangierlokomotive Eem 923.

## Geschichte
Die Flotte der SBB-Division Personenverkehr umfasste per 1. Januar 2009 53 ältere elektrische Rangierlokomotiven. Dies waren 38 Ee 3/3, sieben Ee 3/3II und acht Ee 3/3IV, die am Ende ihrer Lebensdauer angelangt waren und ersetzt werden mussten. Da so gut wie alle Abstellgleise in der Schweiz elektrifiziert sind, kamen aus ökologischer Sicht Diesellokomotiven nicht in Frage, zumal sich viele Abstellanlagen in Nähe von Wohngebieten befinden und insbesondere nachts eine zusätzliche Lärmbelastung unbedingt zu vermeiden war. Gerade die Klagen von Anwohnern der Bahnhofsbereiche, wo SBB-Cargo mit der Diesellok Am 843 rangiert, ließen die Gremien der SBB aufhorchen. Auch das Vorheizen der Reisezugwagen durch die Rangierlok ist mit elektrischen Lokomotiven einfacher umzusetzen. Eine Standardlösung für eine elektrische Rangierlokomotive war nicht erhältlich, weil sich bis auf die Schweiz in ganz Europa Elloks im Rangierbetrieb nie wirklich durchsetzen konnten.
Durch Änderungen bei den Fahrzeugeinsätzen konnte die geplante Flotte verringert werden. So ging man von einem Gesamtbedarf von 29 elektrischen Rangierlokomotiven aus. Es wurde beschlossen, die acht Ee 3/3IV (Ee 934) zu modernisieren. Das kam bei den anderen Lokomotiven, auch wegen deren niedrigen Schleppgeschwindigkeit von 45 km/h, nicht in Frage. So schrieben die SBB die Beschaffung von 21 elektrischen Rangierlokomotiven international aus.
Das Pflichtenheft war recht moderat und liess einiges an Handlungsspielraum offen. Trotzdem ging von den grossen Herstellern keine Offerte ein. Im Dezember 2007 vergab der Verwaltungsrat den Auftrag mit einem Volumen von 44,2 Millionen Schweizer Franken (28,5 Millionen Euro) an die Stadler Winterthur. Die Fahrzeuge wurden komplett neuentwickelt, wobei auf die Erfahrungen mit dem Stadler GTW zurückgegriffen wurde, dessen mittiger Traktionsteil durchaus mit der neuen Lok vergleichbar ist. Im Hinblick auf eine einheitliche Flotte wurden alle Lokomotiven als Zweifrequenzfahrzeuge für 15 kV/16,7 Hz und 25 kV/50 Hz geliefert.
Ende Dezember 2013 wurde vermeldet, dass die SBB vier weitere Ee 922 bestellt hätten, vor allem für den Standort Genève nach dem Wegfall der 1500-Volt-Gleichstromelektrifizierung. Von Stadler 2015 geliefert, wurde am 22. Oktober 2015 die letzte der nachbestellten Rangierlokomotiven in Betrieb genommen.

## Technik

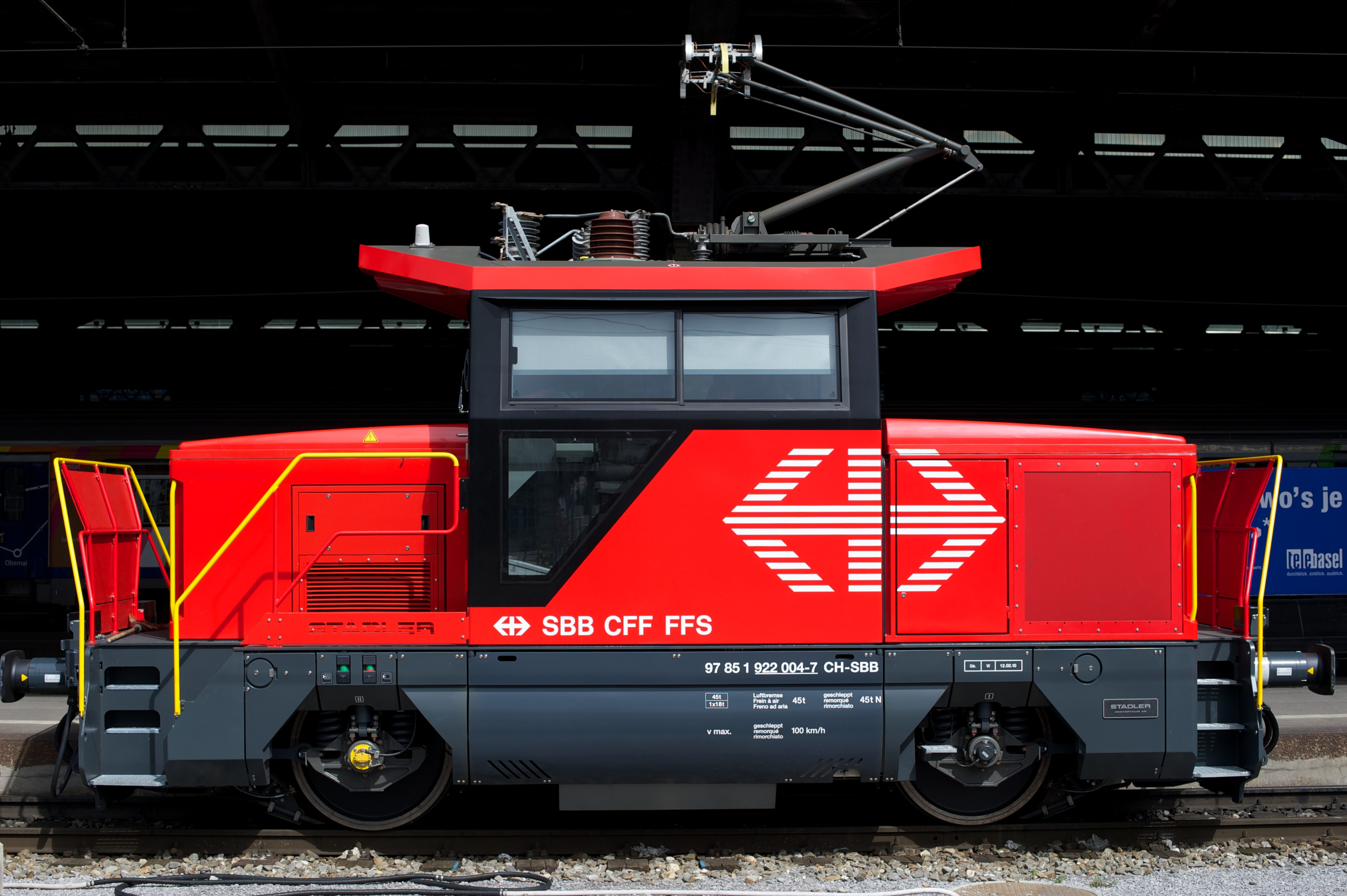
Seitenansicht

Die Ee 922 verfügt über IGBT-Stromrichter und daher über zahlreiche Funktionen, welche eher von Regionaltriebzügen als von Rangierfahrzeugen bekannt sind. Beispielsweise sind eine Rückspeisung für Bremsenergie in die Fahrleitung und eine Vielfachsteuerung vorhanden. Auch die Höchstgeschwindigkeit von 100 km/h ist für eine Rangierlokomotive recht hoch und übertrifft bei weitem die üblichen 45 km/h der Ee 3/3. Im Rangierdienst wird die Lokomotive aber wegen der Vorschriften des Personenverkehrs weiterhin mit überwiegend 30 km/h, maximal 40 km/h tätig sein, wofür allerdings die Bedienung einer Taste notwendig ist. Die Schleppgeschwindigkeit von mindestens 100 km/h war einer der wenigen Pflichtpunkte. Sie befähigt die Ee 922 zusammen mit der Vielfachsteuerung auch für kleinere Streckeneinsätze wie beispielsweise Überführungsfahrten. Die Lokomotive wurde vom Hersteller für eine Höchstgeschwindigkeit von 120 km/h ausgelegt, um die Möglichkeit für einen Zweitauftrag offenzuhalten. Konstruktiv ist die Lokomotive für ein Gesamtgewicht von 45 t ausgelegt. Ihr übliches Gewicht beträgt 44 t, kann aber auf 40 t herabgesetzt werden. Die Gewichtsdifferenz wird mit zwei Ballastkörpern mit je 2 t Gewicht realisiert. Sie befinden sich seitlich an der Lokomotive und können mit einem Gabelstapler entfernt werden. Dies ist notwendig, da noch nicht alle Abstellgleise für 22,5 t (Streckenklasse D), sondern oft nur für 20 t Achslast (Streckenklasse C) zugelassen sind.
Die äusseren Konturen entsprechen den Lichtraumprofilvorgaben nach UIC 505-1 und im Unterbereich den Vorgaben nach AB-EBV U3. Damit erfüllt die Lokomotive mit ihrer Bodenfreiheit von 100 mm im Radbereich die Lichtraumprofil-Vorgaben für alle europäischen Hauptstrecken. Die Einstiegtüren ins Führerhaus befinden sich auf den Stirnseiten. Um einen direkten Zugang zu den Rangiererbühnen zu ermöglichen, sind die Vorbauten seitlich versetzt. Das klimatisierte Führerhaus ist für eine optimale Sicht grosszügig verglast; die vorspringenden Vordächer schützen vor Sonneneinstrahlung sowie vor der Berührung spannungsführender Teile der Dachausrüstung.
Der elektrische Teil entspricht technisch weitgehend dem Stadler Flirt und dem neueren GTW. Er ist aber nicht baugleich, sondern musste aus Platzgründen an ein anderes Gehäuse angepasst werden. Dies machte auch Änderungen der Kühlkreisläufe für den Transformator notwendig; dieser ist unterflur unter dem Führerstand eingebaut. Er wird von Sécheron in Genf hergestellt. Die Transformatorwanne könnte auch einen leistungsstärkeren 1500-kW-Transformator aufnehmen. Bei der Ee 922 wird jedoch ein Transformator mit weniger Leistung eingebaut, der dafür aber eine separate Wicklung für die Zugsammelschiene besitzt. Als Stromrichter kommen IGBT-Stromrichter Bordline CC750 der ABB zum Einbau.
Die Ee 922 besitzt ein Schwingungstilgungssystem. Gerade ein zweiachsiges Eisenbahnfahrzeug mit geringem Achsstand neigt zu Schlingerbewegungen, da so gut wie keine Dämpfungen eingebaut werden können. Schlingerbewegungen entstehen durch die beiden leicht konischen Radscheiben für den Sinuslauf, die mit der Welle im Radsatz fest verbunden sind. Sie führen, von oben betrachtet, eine Schlängelbewegung aus. Die Bewegung regt die oberhalb der Feder abgestützte Masse des Fahrzeugs an. Diese Anregung erhöht sich sowohl in der Frequenz als auch in der Amplitude mit zunehmender Fahrgeschwindigkeit. Wenn diese nicht bekämpft wird, kann dies zu einem instabilen Lauf führen. Weil hier eben nicht auf die für längere Lokomotiven mit Drehgestellen typischen Schlingerdämpfer zurückgegriffen werden kann, muss eine Tilgungsmasse eingebaut werden. Diese ist so angebracht, dass nicht nur der Wagenkasten, sondern auch die Tilgungsmasse zum Schwingen kommt. Die aber schwingt in entgegengesetzter Richtung, und somit heben sich die Schwingungen fast gegenseitig auf. Die Tilgungsmassen befinden sich auf beiden Seiten unmittelbar hinter dem Stossbalken unter der Rangierplattform.

## Einsätze

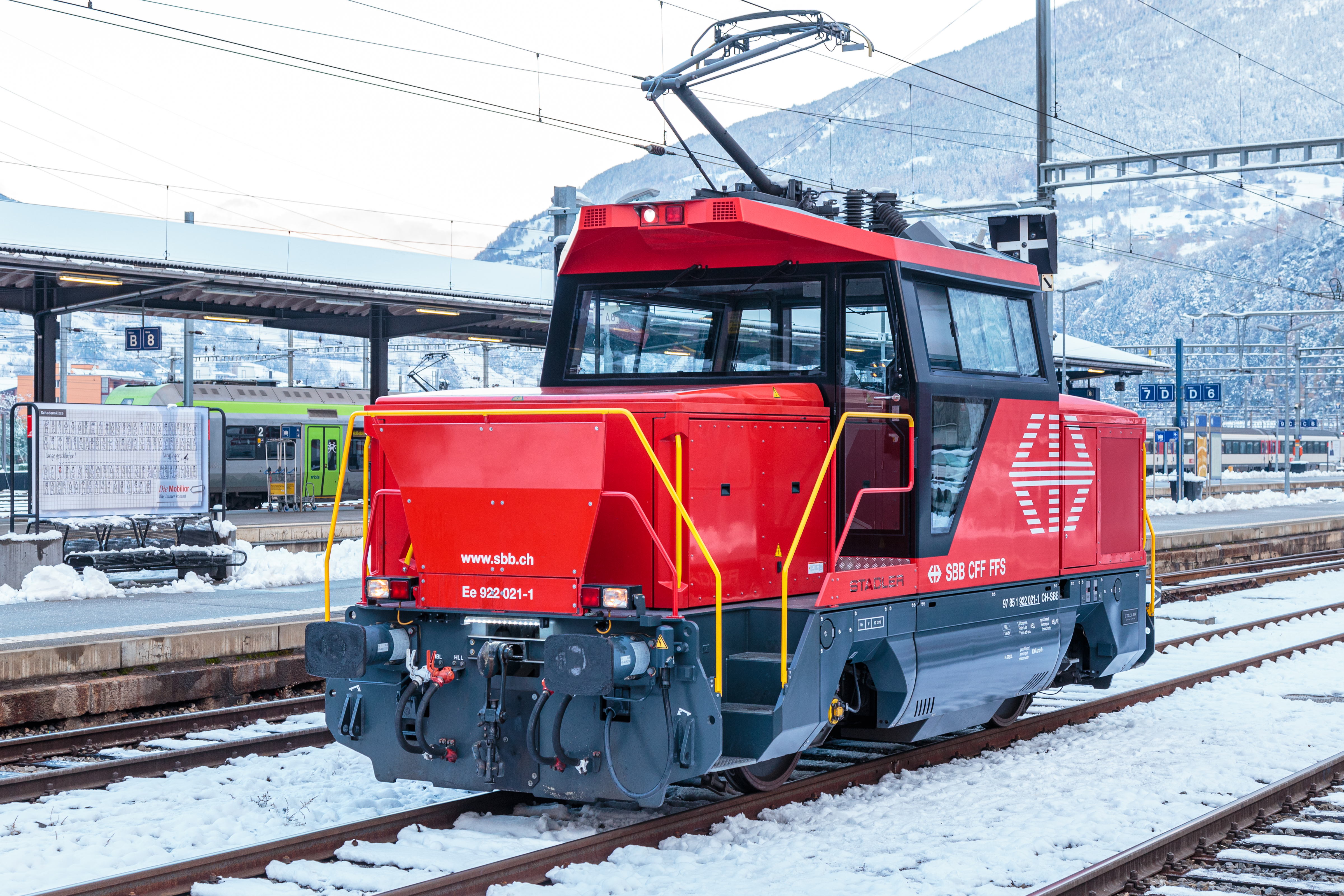
SBB Ee 922 021 in Brig VS

Das erste gelieferte Fahrzeug wurde seit Juli 2009 in Zürich Herdern eingesetzt. Noch im selben Jahr folgten zwei weitere, während die übrigen Lokomotiven im Jahr 2010 geliefert wurden. 2015 folgten noch eine weitere Lok in Zürich und drei in Genf.
| Basel | Bern | Biel | Brig | Chur | Luzern | Romans- horn | Zürich |
| ----- | ---- | ---- | ---- | ---- | ------ | ------------ | ------ |
| 6     | 3    | 1    | 4    | 1    | 2      | 1            | 12     |

## Auszeichnungen
Die Lokomotive wurde 2010 von der Zeitschrift Hochparterre mit dem Bronzenen Hasen in der Kategorie «Design» ausgezeichnet.